# Gjanica
Die Gjanica (Aussprache: [ɟaniʦa], albanisch auch Gjanicë) ist ein Fluss im südwestlichen Albanien. Die Quelle liegt südlich des Shpirag in der Region Mallakastra, etwa 18 Kilometer südöstlich von Ballsh. Der Fluss durchfließt Fier und mündet nach 58 Kilometern Länge an der nördlichen Stadtgrenze in den Seman, der hier durch die Myzeqe-Ebene fließt.
Die Gjanica gehört zu den am meisten durch Wasserverschmutzung leidenden Flüsse des Landes. Grund dafür sind die vielen Erdöl-Förderungsanlagen in der Nähe von Ballsh, die ungereinigt ihre Abwässer in den Fluss leiten. Besonders die Anteile an Stickstoffdioxid, Ammonium und Phosphor sind sehr hoch; es fehlt auch an Sauerstoff. Trotz weniger Einleitungen durch die Ölindustrie gilt das Gewässer als Fluss ohne Leben.